# Шамова, Татьяна Ивановна
Шамова Татьяна Ивановна (22 ноября 1924 — 28 июля 2010) — член-корреспондент Российской академии образования (1993), действительный член Международной академии наук педагогического образования, Заслуженный деятель науки Российской Федерации, доктор педагогических наук, профессор.

## Биография
22 ноября 1924 год — родилась в деревне Кузьминка (ныне Венгеровского района Новосибирской области) в семье армейского ветеринарного фельдшера Ивана Григорьевича Бородихина и Марии Ксенофонтовны Николаенко.

### Образование
- 1942 год — рабочий факультет при Якутском государственном педагогическом институте.
- 1947 год — окончила Новосибирский государственный педагогический институт.

### Трудовая деятельность
с 1947 по 1949 год — учитель физики в Болотинской средней школе Новосибирской области.
с 1949 по 1950 год — учитель физики в Баганской средней школе Новосибирской области.
с 1950 по 1959 год — учитель физики, заместить директора по УВР в Чистоозерной средней школе Новосибирской области.
с 1959 по 1960 год — заместить директора по УВР базовой школы № 10 города Новосибирска.
с 1961 по 1969 год — директор Новосибирского областного Института усовершенствования учителей (с 1 января 1993 приказом Главного управления народного образования администрации Новосибирской области институт реорганизован в Новосибирский институт повышения квалификации и переподготовки работников образования (НИПКиПРО)).
с 1969 года — заместитель директора по научной работе Научно-исследовательского института Министерства просвещения РСФСР.
с 1976 года — заведующая сектором технологических дисциплин Научно-исследовательского института трудового обучения и профессиональной ориентации.
с 1982 по 2010 год — декан факультета повышения квалификации и профессиональной переподготовки работников образования, заведующая кафедрой управления образовательными системами Московского государственного педагогического института им. В.И. Ленина.

#### Просветительская деятельность
- 1969 год — лекции в Польше
- 1978 год — лекции на Кубе
- 1984 год — лекции в Чехословакии

### Достижения
1992 год — открытие первой в Российской Федерации магистратуры по подготовке менеджеров образования.
1993 год — член-корреспондент Российской академии образования.

### Научные звания
1980 год — присвоено ученое звание профессор.

### Награды
- 1959 год — значок «Отличник просвещения СССР».
- 1998 год — почетное звание «Заслуженный деятель науки Российской Федерации».
- 2000 год — медаль К. Д. Ушинского Министерства образования Российской Федерации.
- 2004 год — медаль «В. А. Сухомлинский».

### Научная деятельность
1966 год — защита диссертации на соискание ученой степени кандидата педагогических наук по теме «Организация познавательных действий учащихся в условиях проблемного обучения (на материале предметов естественно-математического цикла)».
1978 год — защита диссертации на соискание ученой степени доктора педагогических наук по теме «Проблема активизации учения школьников (дидактическая концепция и пути реализации принципа активности в обучении)». Содержание диссертационного исследования отражено в 47 публикациях. Оппоненты: действительный член АПН СССР, доктор педагогических наук, профессор Э. И. Моносзон и член-корреспондент АПН СССР М. Н. Скаткин,  доктор педагогических наук, профессор П. И. Пидкасистый.

### Последователи
Под руководством Т. И. Шамовой подготовлены 50 кандидатов педагогических наук и 15 докторов педагогических наук. Представители научной школы Т. И. Шамовой:
- Конаржевский Ю. А.  (20 августа 1925 – 8 ноября 2000) — доктор педагогических наук, профессор;
- Плахова (Асмолова) Л. М. — Заслуженный учитель Российской Федерации, кандидат педагогических наук (Московский институт открытого образования);
- Подчалимова Г. Н. — доктор педагогических наук, профессор (Курский государственный университет);
- Третьяков П. И. — доктор педагогических наук, профессор (Московский институт открытого образования).